# 累积
累積（accumulation）这是一个金融领域的名词，是指对于货币的时间价值的计算。在计算利息时常用到。比如，目前有一个投资计划，在期初投入一定的本金，在知道无风险利率水平条件下，则可以知道其在期末的本息和，这就是累积的过程。与贴现恰好是相反的过程。